# Олсуфьев, Василий Дмитриевич (ум. 1723)
Василий Дмитриевич Олсуфьев (1680 или 1685 — 1723) — обер-гофмейстер двора Петра I (1723) из рода Олсуфьевых.

## Биография
Сын мелкопоместного помещика Бежецкого уезда Дмитрия Васильевича Олсуфьева. Год рождения точно не установлен.
Службу начал в 1701 году. Вместе с братом Матвеем занимал видное положение при дворе. С 1708 года состоял управляющем Дворцовой канцелярией императрицы Екатерины I, сопровождал её во всех поездках как за границей, так и по России. Будучи деятельным сторонником Петра I, Олсуфьев вместе с братом пользовался особой ненавистью у царевича Алексея. Их обоих он причислял к лицам, которым, по воцарении своём, сулил разные казни и невзгоды. Получил в дар от Петра I мызу Коерово, которая перешла в наследство к его сыну Адаму. 12 апреля 1719 года женился второй раз — на шведке Еве Голендер. 3 февраля 1723 года одним из первых в России пожалован в обер-гофмейстеры (при императрице) и в конце того же года умер. Согласно дневнику Ф. В. Берхгольца на его пышных похоронах присутствовал весь двор:

12 декабря около 3 часов его высочество в сопровождении Бонде, Плате, Штамке, Альфельда и меня отправился в дом умершего, где собралось уже большое общество. Вскоре после нас приехали император и императрица, и тогда скоро начались обычные церемонии. Гроб был обит красным бархатом с серебряными галунами и с обеих сторон имел несколько раскрашенных щитов с изображением герба покойного. Восемь унтер-офицеров несли над ним большой балдахин, обитый черным бархатом. За гробом шел брат покойного, маршал императрицы Олсуфьев, имея подле себя с правой стороны императора, а с левой нашего герцога. Все прочие следовали за ними по чинам. Вдова и прочие дамы сели тотчас в несколько обитых черным карет и, по здешнему обыкновению, сопровождали тело до могилы; но императрица осталась в доме. Император, пройдя в процессии довольно много пешком по реке, сел в свои сани и поехал вперед в Александро-Невский монастырь, где хоронили покойного. Вдова умершего, родом шведка, плакала так сильно, что все были глубоко тронуты и многие прослезились.

## Семья
- Первая жена носила фамилию Клишова.
  - Сын Пётр (1716-?)[3].
- Вторая жена — Ева Ивановна Голендер, по происхождению шведка, дочь часового мастера. По отзыву Берхгольца, «добрая маршальша Олсуфьева была женщина очень милая и кроткая»[8]. Среди кунсткамерской коллекции зубов, вырванных Петром I, между прочими хранится здоровый зуб с надписью: «Зуб Евы Ивановны, жены Алсуфьева». Овдовев, вышла замуж за полковника Венцеля. Дети[9]:
  - Адам (1721—1784) — статс-секретарь императрицы Екатерины II, действительный тайный советник. Был женат на фрейлине Марие Васильевне урождённой Салтыковой (1728—1792), дочери генерал-аншефа В. Ф. Салтыкова.
  - Анна (1723—1782), замужем за управляющим вотчинами императрицы Екатерины II — А. М. Еропкиным.
- Брат обер-гофмейстер М. Д. Олсуфьев — женат на статс-дамае Анне Ивановне урождённой Сенявиной, дочери контр-адмирала И. А. Сенявина; племянники: генерал-поручик П. М. Олсуфьев, статский советник И. И. Олсуфьев и Дмитрий его сыновья — Захар (1773—1835) и Николай (1775—1817).